# Tritini
Tritini è una tribù di ragni appartenente alla Sottofamiglia Euophryinae della Famiglia Salticidae dell'Ordine Araneae della Classe Arachnida.

## Distribuzione
I due generi oggi noti di questa tribù sono diffusi prevalentemente in Australia, Nuova Zelanda e Oceania; un solo genere, Opisthoncana, è endemico della Nuova Irlanda.

## Tassonomia
A dicembre 2010, gli aracnologi riconoscono due generi appartenenti a questa tribù:
- Opisthoncana Strand, 1913 — Nuova Irlanda (1 specie)
- Trite Simon, 1885 — Australia, Nuova Zelanda, Oceania (18 specie)